# Distrito de Imboden

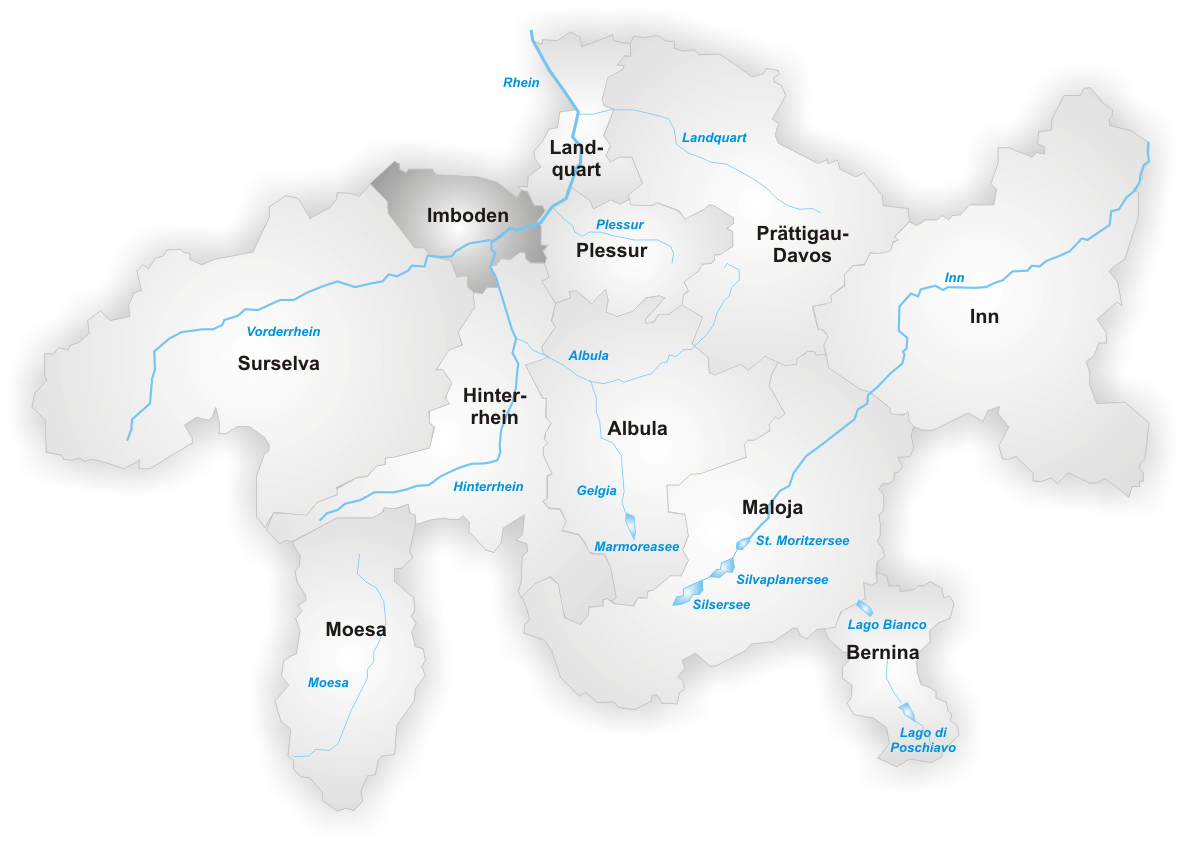
O antigo distrito de Imboden

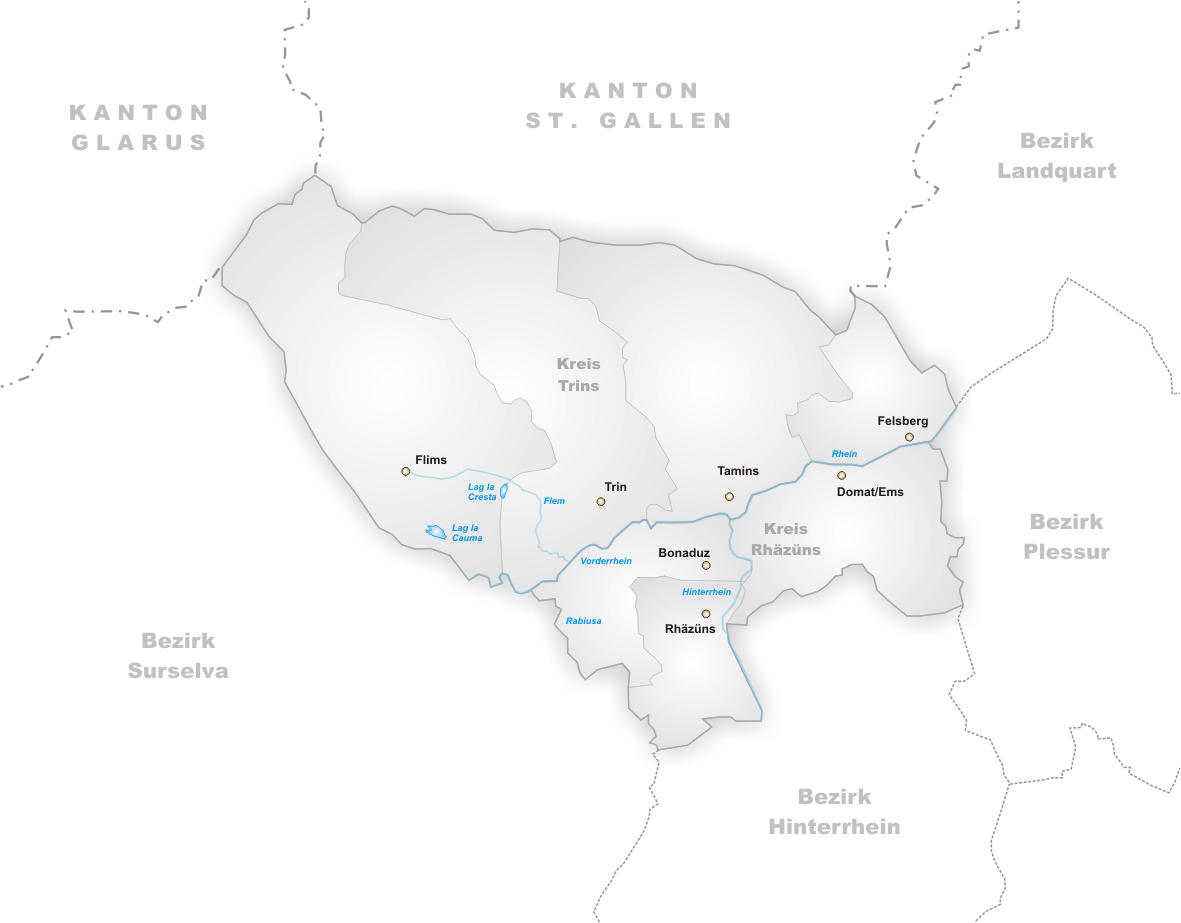
As comunas do antigo distrito

O distrito de Imboden foi um dos 11 distritos do cantão de Grisões na Suíça. Possuia uma área de 203,81 km² e uma população de 18.773 habitantes (em dezembro de 2010).
Foi substituído pela Região de Imboden em 1 de janeiro de 2016, como parte de uma reorganização territorial do Cantão.

## Antiga composição
Estava composto por 7 comunas dividas em 2 círculos comunais:

### Círculo comunal de Razén
- Bonaduz
- Domat/Ems
- Rhäzüns

### Círculo comunal de Trin
- Felsberg
- Flims
- Tamins
- Trin

## Línguas
As línguas oficiais do distrito são o romanche e o alemão.
| Línguas do distrito de Moesa, GR |            |             |
| Línguas                          | Censo 2000 | Censo 2000  |
| Línguas                          | Número     | Porcentagem |
| Alemão                           | 13,498     | 80.1 %      |
| Romanche                         | 1,447      | 8.6 %       |
| Italiano                         | 709        | 4.2 %       |
| TOTAL                            | 16,859     | 100 %       |